# Церква Покрови Пресвятої Богородиці (Суходіл)
Церква Покрови Пресвятої Богородиці у Суходолі — дерев'яний храм УГКЦ у селі Суходолі Бібрської громади Львівського району Львівської области України.

## Історія
Вперше церква в селі згадується в земських актах за 1497 та 1571 роки. 1625 року в селі збудували наступний храм на місці попереднього. 
Теперішню дерев'яну церкву збудували 1928 року за проєктом архітектора Лева Левинського, замінивши стару дерев'яну церкву, збудовану 1779 року. Усіма будівельними роботами керував тесля‑будівничий Василь Дмитрів.
У 1933 році різьбар Андрій Сабарай зі Львова виготовив іконостас та інші храмові елементи, а в 1935 році ікони до іконостаса та вівтарів намалював Антон Манастирський.
Після Львівського псевдособору 1946 року парафію перевели у московський патріархат; від серпня 1991 року знову в лоні УГКЦ. 
Біля церкви є дзвіниця кінця 18 ст., яку відремонтували 1956 року.

## Парохи
- о. Ф. Підлясецький (1571)
- о. Іван Підлясецький (1803)
- о. Іван Горбачевський (1831, адміністратор)
- о. Теодор Мартинович (1832—1838, адміністратор)
- о. Микола Роснецький (1838—1840, адміністратор)
- о. Григорій Новодворський (1840—1842, адміністратор)
- о. Петро Мацкевич (1842—1847)
- о. Григорій Огоновський (1844—1845)
- о. Іван Яримович (1847—1854)
- о. Теофіл Дудикевич (1854—1855, адміністратор; 1855—1859)
- о. Ігнатій Дудикевич (1859—1867, адміністратор)
- о. Тадей Вірський (1867—1868, адміністратор)
- о. Лев Микитка (1869—1875, адміністратор)
- о. Констянтин Яримович (1876—1881)
- о. Теодор Кисілевський (1881—1882, адміністратор)
- о. Іван Яримович (1882—1893)
- о. Омелян Боберський (1893—1895, адміністратор; 1895—1904)
- о. Михайло Бобовник (1904—1920)
- о. Михайло Романишин (1920—1937)
- о. Михайло Добрянський (1938—1944)
- о. Іван Рій — нині.